# Comando da Instrução e Doutrina (Exército Português)
O Comando da Instrução e Doutrina (CmdInstrDoutr) é o orgão central de administração e direção do Exército Português ao qual compete assegurar o ensino e a instração do pessoal do Exército.
O Comando da Instrução e Doutrina é chefiado por um tenente-general, diretamente dependente do Chefe do Estado-Maior do Exército.

## História
O atual Comando da Instrução e Doutrina  foi criado no âmbito da reorganização do Exército de 1993, com a denominação de "Comando da Instrução" sucedendo ao antigo Departamento de Instrução do Exército, tendo como missão assegurar o ensino e a instrução do pessoal do Exército.
Segundo a nova Lei Orgânica do Exército aprovada em 2006 o Comando da Instrução foi reorganizado, passando a designar-se "Comando da Instrução e Doutrina". 
A sua sede é transferida do Aquartelamento da Amadora para o Quartel dos Castelos (antigo quartel de Dragões e ultimamente quartel-general da extinta Região Militar do Sul) em Évora.
O Comando da Instrução e Doutrina comemora o seu dia festivo a 13 de Maio, data em que o seu patrono, D. João IV, em 1641, decretou a criação da Aula de Artilharia e Esquadria sua remota antecessora e da própria Academia Militar.

## Organização
O Comando da Instrução e Doutrina inclui:
1) Comando e Gabinete;
2) Estado-Maior;
3) Centro de Finanças;
4) Direcção de Doutrina;
5) Direção de Formação, da qual dependem:
Escola de Sargentos do Exército,
Escola das Armas,
Escola Prática dos Serviços,
Regimento de Infantaria n.º 1,
Regimento de Artilharia n.º 5,
Regimento de Cavalaria n.º 3,
Centro de Simulação do Exército;
6) Direção de Educação, da qual dependem:
Colégio Militar,
Instituto de Odivelas,
Instituto Militar dos Pupilos do Exército;
7) Escola do Serviço de Saúde Militar;
8) Unidade de Apoio.